# Scheinmohn
Scheinmohn (Meconopsis) ist eine Pflanzengattung in der Familie der Mohngewächse (Papaveraceae). Die blau blühenden Arten und Sorten werden auch Blauer Mohn genannt. Die etwa 55 Arten weisen eine Verbreitung in der Sino-Himalaja-Region auf; davon weicht nur eine westeuropäische Art ab.

## Beschreibung

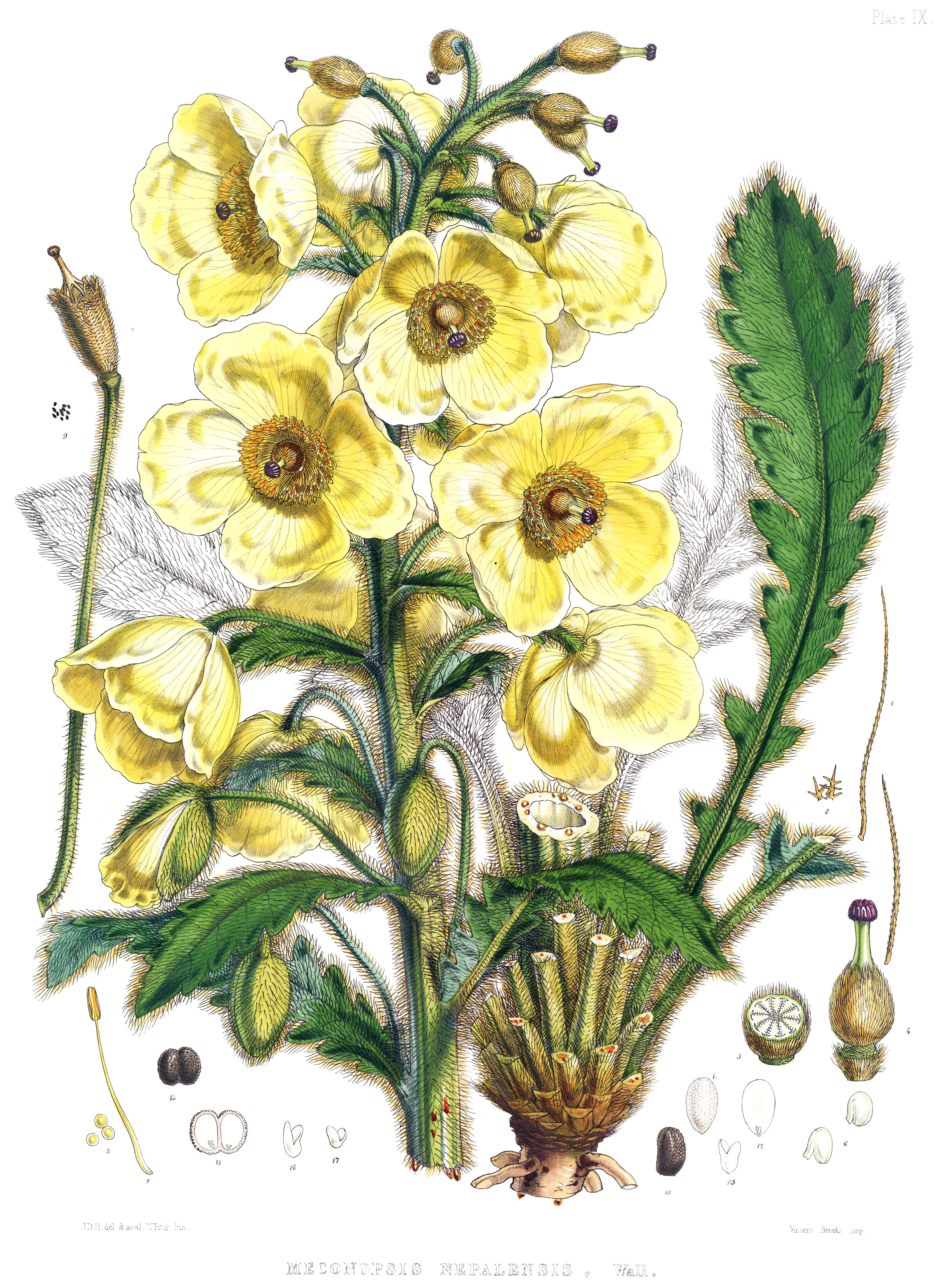
Illustration von Meconopsis napaulensis

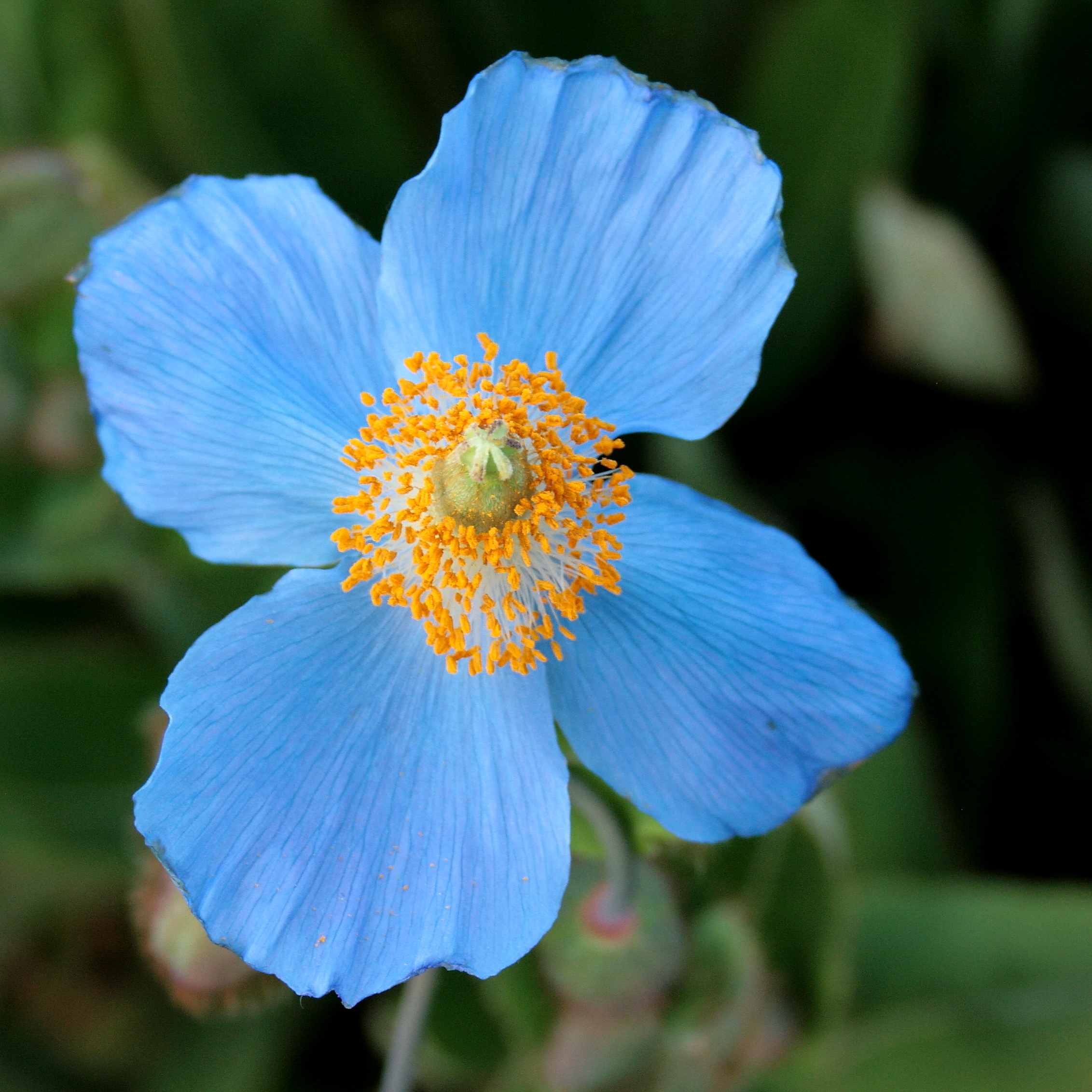
Blüte des Tibet-Scheinmohn (Meconopsis betonicifolia) mit vier Kronblättern, den vielen Staubblättern und dem Fruchtknoten

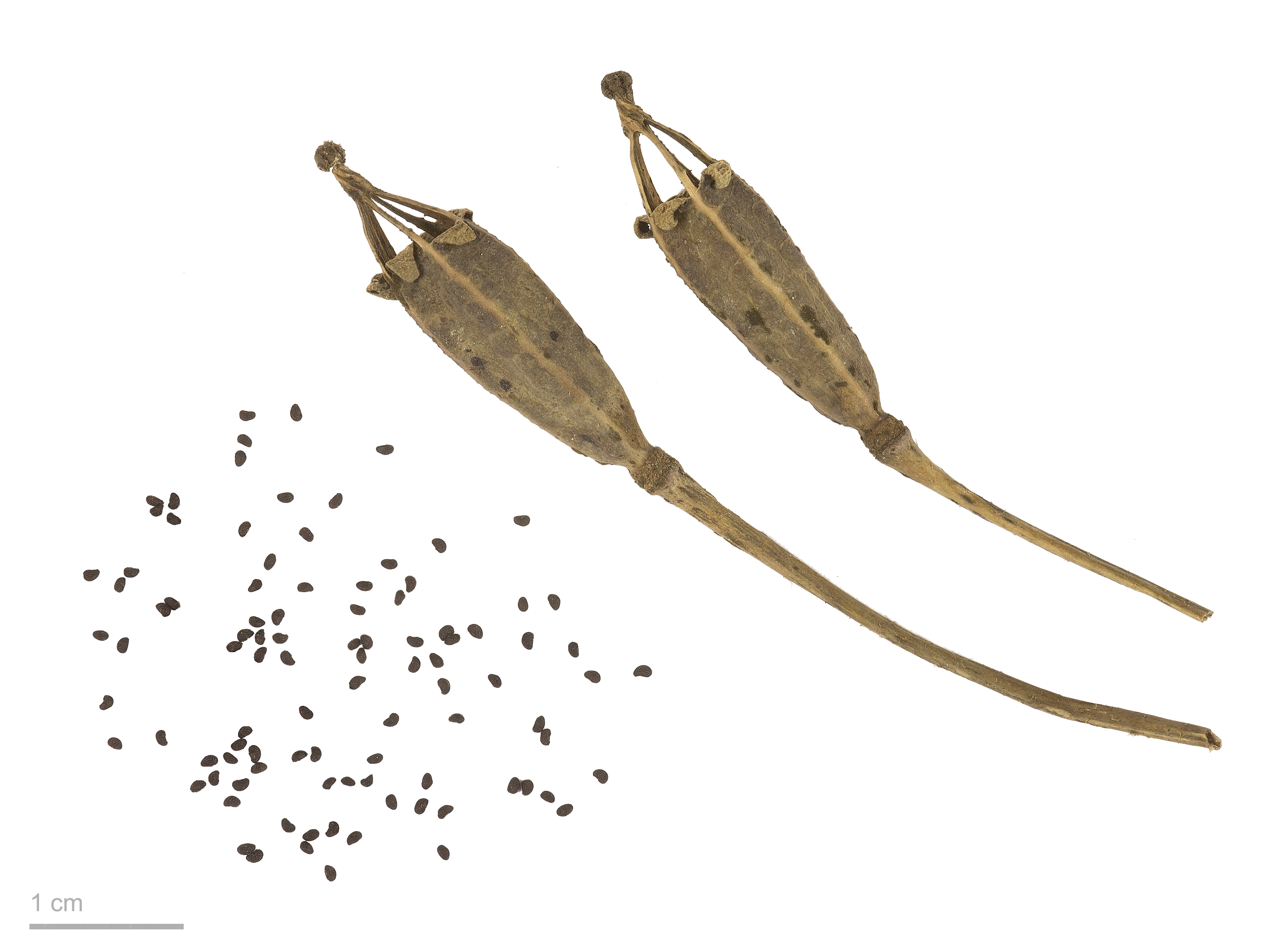
Kapselfrüchte und Samen des Wald-Scheinmohn (Meconopsis cambrica)

### Vegetative Merkmale
Scheinmohn-Arten wachsen als ein- bis mehrjährige, monokarpische oder ausdauernde krautige Pflanzen. Die Pflanzenteile führen einen gelben Milchsaft. Bei monokarpischen Arten sind dicke oder verdickte Pfahlwurzeln mit Faserwurzeln vorhanden oder sie besitzen nur Faserwurzeln. Die ausdauernden Arten bilden Rhizome. Wenn ein erkennbarer Stängel vorhanden ist, dann kann er verzweigt und beblättert sein und ist er flaumig oder borstig behaart oder kahl.
Die wechselständig und spiralig am Stängel verteilten und/oder in einer basalen Rosette angeordneten Laubblätter sind gestielt bis ungestielt. Manchmal sind die Laubblätter stängelumfassend. Die Blattspreite kann fiederschnittig bis -teilig oder einfach sein. Die Blattränder sind glatt oder gesägt. Die Blattflächen sind borstig behaart oder kahl. Nebenblätter fehlen.

### Blütenstände und Blüten
Die Blüten stehen einzeln oder in traubigen, rispigen oder pseudodoldigen Blütenständen. Die oberste Blüte öffnet sich als Erste. Oft hängen die Blütenknospen.
Die relativ großen, zwittrigen Blüten sind radiärsymmetrisch und schüssel- oder tellerförmig mit einer doppelten Blütenhülle. Die zwei (selten drei oder vier in der obersten Blüte) freien, oft borstig behaarten Kelchblätter fallen beim Öffnen der Blüte ab. Die Farbe der vier bis zehn (selten mehr) Kronblätter variiert je nach Art von oft blau bis purpurfarben, manchmal rosafarben bis rot oder gelb, selten weiß. Die vielen freien, fertilen Staubblätter werden zentripetal gebildet. Die Staubfäden sind meist lineal. Die Staubbeutel sind oft länglich. Drei oder mehr Fruchtblätter sind zu einem oberständigen, einkammerigen Fruchtknoten verwachsen, der fast kugelig, eiförmig, verkehrt-eiförmig oder schmal-zylindrisch ist. Es sind viele Samenanlagen vorhanden. Auf dem Fruchtknoten befinden sich ebenso viele freie Griffel wie Fruchtblätter, die Griffel sind kurz bis kaum erkennbar und enden in kopfigen bis keulenförmigen Narben.

### Früchte und Samen
Die flaumig bis borstig behaarten, stacheligen oder kahlen Kapselfrüchte sind fast kugelig, eiförmig, verkehrt-eiförmig, elliptisch oder zylindrisch und enthalten viele Samen. Die Kapselfrüchte besitzen drei bis zwölf (-18) Fruchtfächer, deren Segmente leicht gelappt sind oder sie öffnen sich von der Spitze in Richtung Basis auf einem Drittel ihrer Länge oder mehr. Die eiförmigen, nierenförmigen, sichelförmig-länglichen oder länglichen Samen sind glatt oder longitudinal konkav.

## Ökologie
Die Bestäubung erfolgt durch Insekten (Entomophilie).

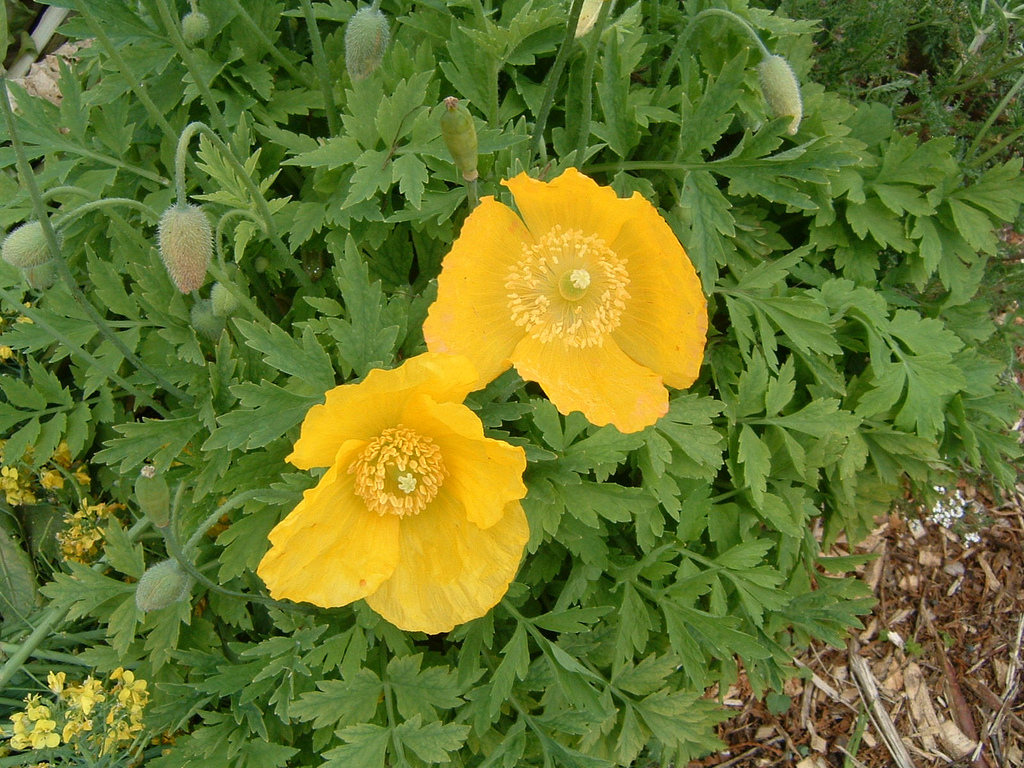
Habitus, Laubblätter, Blütenknospen und offene Blüten des Wald-Scheinmohn (Meconopsis cambrica)

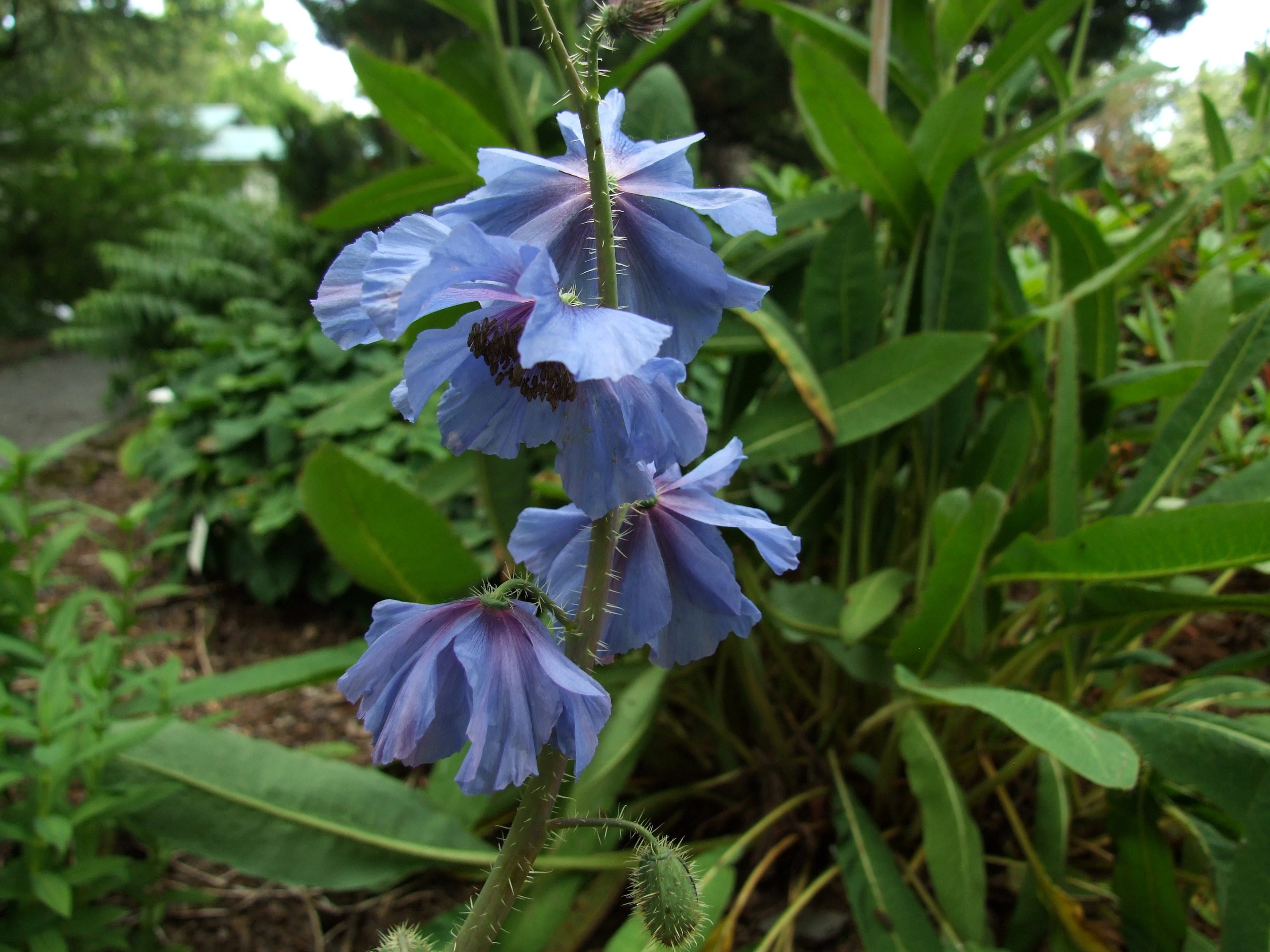
Blüten von Meconopsis forrestii

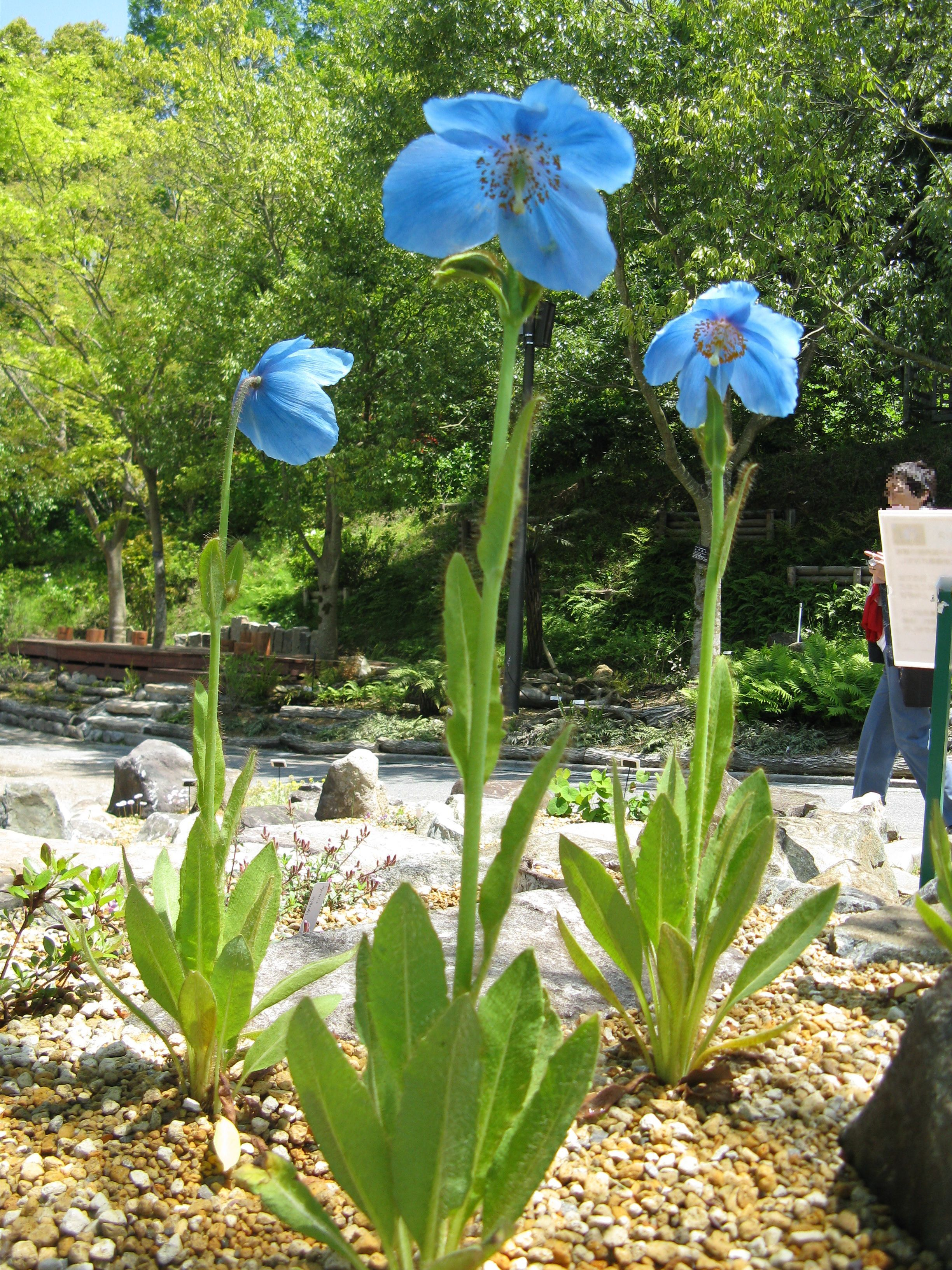
Großer Scheinmohn (Meconopsis grandis)

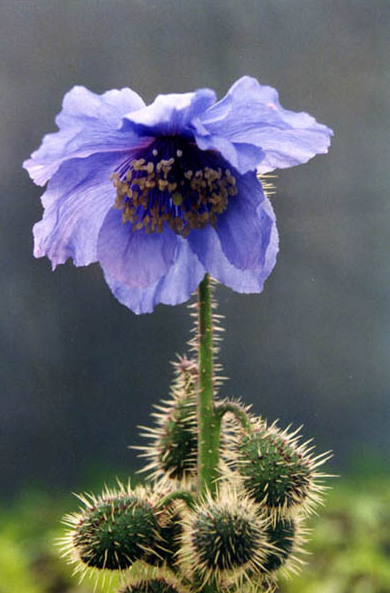
Knospige und offene Blüten vom Stachligen Scheinmohn (Meconopsis horridula)

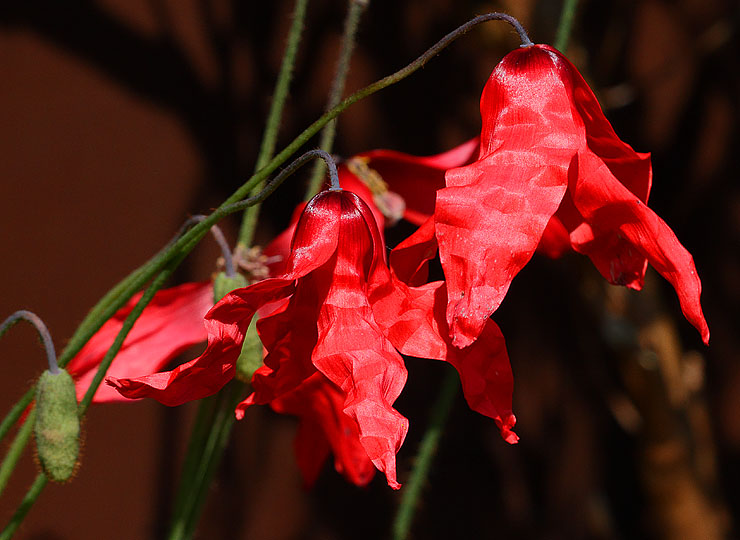
Blüten des Roten Scheinmohn (Meconopsis punicea)

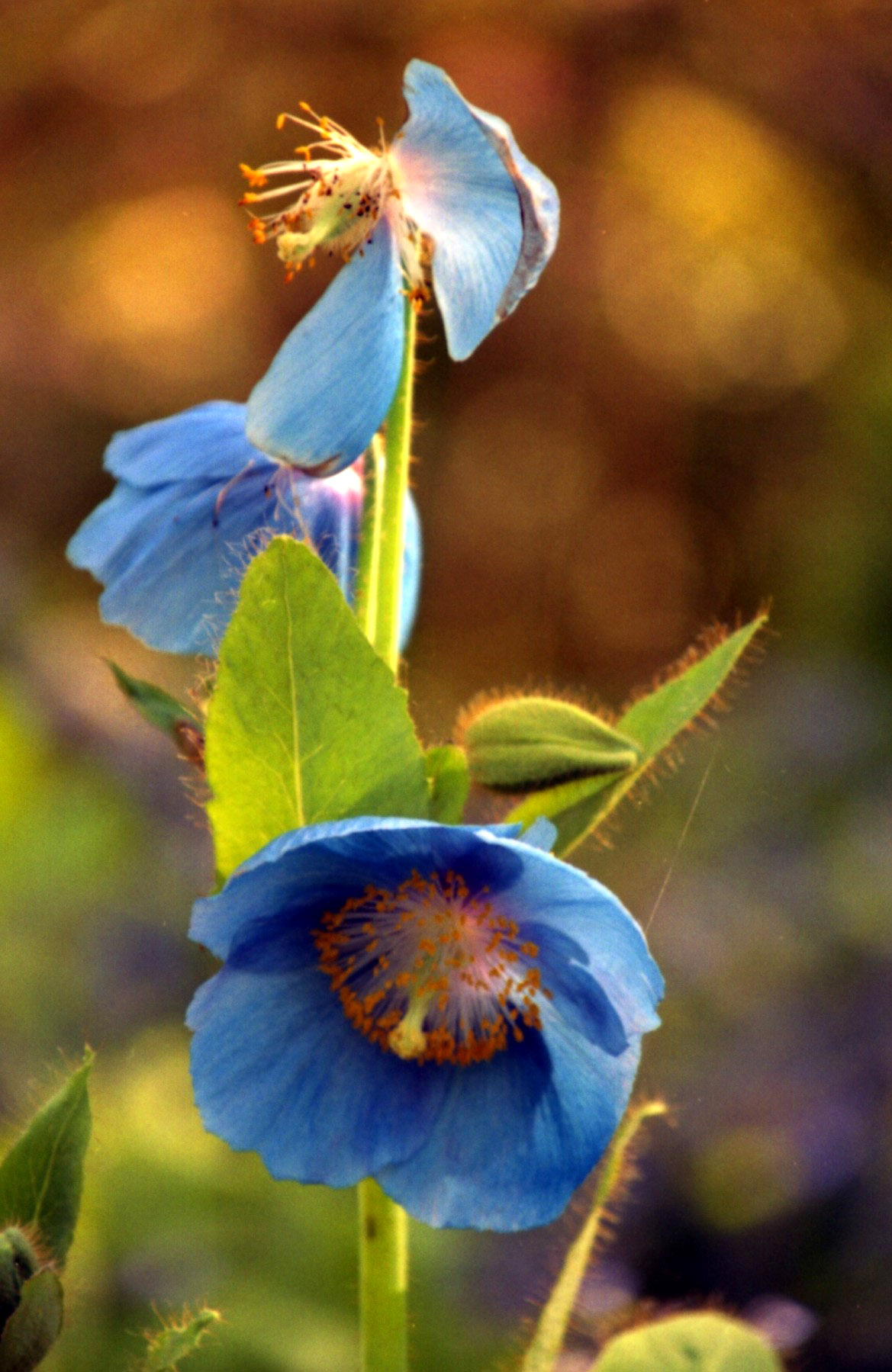
Ganzblättriger Scheinmohn (Meconopsis simplicifolia)

## Systematik und Verbreitung
Die Gattung Meconopsis wurde 1814 durch Louis Guillaume Alexandre Viguier in Histoire naturelle, médicale et économique des pavots et des argémones, S. 48 aufgestellt. Als Typusart ist Meconopsis cambrica Vig. festgelegt. Gattungsname und Typusart wurden 2013 vom „Nomenclature Committee for Vascular Plants“, veröffentlicht durch Wendy Linn Applequis in Taxon, Band 62, 6, S. 1318, festgelegt. Synonyme für Meconopsis Vig. sind Cathcartia Hook. f. und Cumminsia King ex Prain nom. inval.
Die Gattung Meconopsis gehört zur Tribus Papavereae in der Unterfamilie der Papaveroideae innerhalb der Familie der Papaveraceae.
Die etwa 55 Arten kommen fast nur in der Sino-Himalaja-Region, vom Himalaja bis ins westliche China vor. Nur eine Art (Meconopsis cambrica) ist in Westeuropa heimisch. Etwa 43 Arten kommen in China vor, 23 davon nur dort. 22 kommen in Nepal vor, 11 davon nur dort, darunter einige Lokalendemiten.
Es gibt etwa 55 Arten in der Gattung Scheinmohn (Meconopsis):
- Meconopsis aculeata Royle: Sie kommt im südwestlichen Tibet, südwestlichen Indien und in Pakistan vor.[2]
- Meconopsis argemonantha Prain: Sie gedeiht in Höhenlagen von 3700 bis 4600 Metern nur im südwestlichen Tibet.[2]
- Meconopsis autumnalis P.A.Egan: Sie wurde 2011 erstbeschrieben. Dieser Endemit gedeiht auf subalpinen Weiden, auf alpinen Matten, auf Waldlichtungen und entlang von Fließgewässern in Höhenlagen von 3300 bis 4200 Metern nur in Nepal.[5]
- Meconopsis balangensis T.Yoshida, H.Sun & D.E.Boufford: Sie wurde 2011 in Plant Diversity and Resources, Volume 33, S. 409 erstbeschrieben. In der Flora of china sind zwei Varietäten verzeichnet, die als Endemiten in der chinesischen Provinz Sichuan vorkommen:
  - Meconopsis balangensis var. balangensis: Diese Endemit gedeiht in Höhenlagen von 3600 bis 4300 Metern nur in Balang Shan und Wenchuan.[2]
  - Meconopsis balangensis var. atrata Tosh.Yoshida, H.Sun & Boufford: Diese Endemit gedeiht in Höhenlagen von 3950 bis 4000 Metern an der Grenze zwischen Xiaojin und Baoxing Xian.[2]
- Meconopsis barbiseta C.Y.Wu & H.Chuang ex L.H.Zhou: Dieser Endemit gedeiht auf Alpinen Matten in Höhenlagen von etwa 4400 Meter nur in Jigzhi im südöstlichen Qinghai.[2]

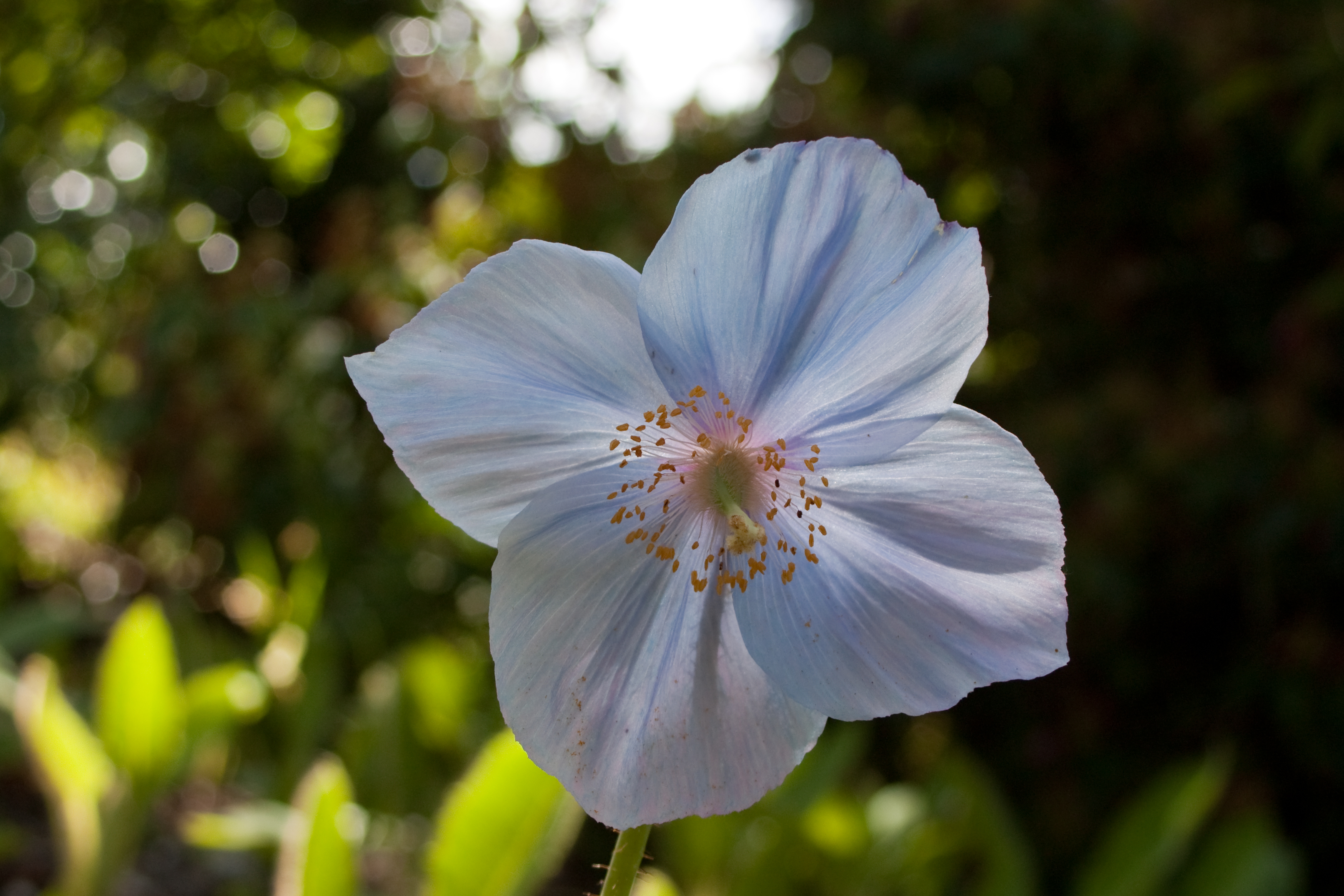
Blüte der Sorte Meconopsis ‘Lingholm’

- Meconopsis bella Prain: Sie kommt im Himalaja von Nepal bis Bhutan in Höhenlagen von 3600 bis 5300 Meter vor.[5]
- Tibet-Scheinmohn (Meconopsis betonicifolia Franch.)[7]: Er kommt im südöstlichen Tibet (Cona, Mainling, Nyingchi), nordwestlichen Yunnan und nördlichen Myanmar vor.[2]
- Meconopsis biloba L.Z.An, S.Y.Chen & Y.S.Lian: Sie wurde 2009 in Novon, Volume 19, S. 286 erstbeschrieben. Dieser Endemit gedeiht auf Felsschutt und felsigen Hängen in Höhenlagen von etwa 3050 Meter nur in Lingtan in Gansu.[2]
- Wald-Scheinmohn[7] oder Kambrischer Scheinmohn (Meconopsis cambrica (L.) Vig.): Er ist die einzige westeuropäische Art. Die Zugehörigkeit zur Gattung Papaver wird diskutiert; dort müsste er den Namen Papaver cambricum L. tragen. Er kommt auf den britischen Inseln und in Westeuropa (auf der Iberischen Halbinsel) vor.[8]
- Meconopsis chankheliensis Grey-Wilson: Sie wurde 2006 erstbeschrieben. Dieser Endemit gedeiht in Eichen-Tannen-Wäldern, auf Felsen und entlang von Fließgewässern in Höhenlagen von 3100 bis 4600 Metern nur in Nepal.[5]
- Meconopsis chelidoniifolia Bureau & Franch.: Er gedeiht im Schatten im Wald, an Bachufern und Straßenrändern in Höhenlagen von 1400 bis 2700 Metern im nördlichen und westlichen Sichuan sowie nordöstlichen Yunnan.[2]
- Meconopsis concinna Prain: Sie gedeiht an grasigen Hängen, unter Rhododendron-Sträuchern, Berg-Moorlandschaften und Heiden, Waldrändern in Höhenlagen von 3300 bis 4500 Metern im südwestlichen Sichuan, südöstlichen Xizang und nordwestlichen Yunnan.[2]
- Kalk-Scheinmohn (Meconopsis delavayi (Franch.) Franch. ex Prain)[7]: Dieser Endemit gedeiht an grasigen Hängen, stabilisierten Moränen und felsigen Matten in Höhenlagen von 2700 bis 4000 Metern nur von Heqing bis Yulong Xueshan im nordwestlichen Yunnan.[2]
- Dhwoj-Scheinmohn (Meconopsis dhwojii G.Taylor ex Hay): Dieser Endemit gedeiht in Eichen-Tannen-Wäldern, in Felsenspalten und entlang von Fließgewässern in Höhenlagen von 3600 bis 4800 Metern nur in Nepal.[5]
- Meconopsis discigera Prain: Sie kommt im südlichen Tibet (nur in Nyalam, Tingri), Bhutan, Sikkim sowie im zentralen bis östlichen Nepal vor.[2]
- Meconopsis florindae Kingdon-Ward: Sie gedeiht in Waldländern in Höhenlagen von 3300 bis 3900 Metern nur im südöstlichen Tibet.[2]
- Meconopsis forrestii Prain: Sie gedeiht in Höhenlagen von selten 3100 bis meist 3400 bis 4300 Metern in den chinesischen Provinzen südwestliches Sichuan sowie nordwestliches Yunnan (Lijiang, Yangbi, Zhongdian).[2]
- Meconopsis ganeshensis Grey-Wilson: Sie wurde 2006 erstbeschrieben. Dieser Endemit gedeiht auf Wiesen  in Höhenlagen von 3600 bis 4600 Metern nur in Nepal.[5]
- Meconopsis georgei G.Taylor: Dieser Endemit gedeiht in Höhenlagen von 3600 bis 4300 Metern nur in Weixi nordwestlichen Yunnan.[2]
- Meconopsis gracilipes G.Taylor: Dieser Endemit gedeiht auf Wiesen, an Waldrändern und entlang von Fließgewässern in Höhenlagen von 2400 bis 4900 Metern nur in Nepal.[5]
- Großer Scheinmohn (Meconopsis grandis Prain)[7]: Er kommt im östlichen sowie westlichen Nepal, Sikkim und südlichen-zentralen Tibet vor.[2]
- Meconopsis henrici Bureau & Franch.: Die zwei Varietäten gedeihen auf alpinen Matten und Wiesen sowie offenen Strauchland in Höhenlagen von 3200 bis 4500 Metern in den chinesischen Provinzen südwestliches Gansu, nordwestliches bis westliches Sichuan.[2]
- Meconopsis heterandra T.Yoshida, H.Sun & D.E.Boufford: Sie wurde 2010 erstbeschrieben. Sie wurde bisher nur 4200 bis 4500 Metern in Mianning in Sichuan gefunden.[2]
- Stachliger Scheinmohn[7] (Meconopsis horridula Hook. f. & Thomson, Syn.: Meconopsis horridula var. typica Prain nom. inval., Meconopsis racemosa Maxim., Meconopsis prattii (Prain) Prain, Meconopsis sinuata var. prattii Prain, Meconopsis rudis (Prain) Prain, Meconopsis horridula var. rudis Prain): Er gedeiht in Höhenlagen von 3600 bis 5400 Metern im nordöstlichen Indien, Bhutan, nördlichen Myanmar, Nepal, Tibet und in den chinesischen Provinzen Qinghai, westliches Gansu sowie westliches Sichuan.[2]
- Meconopsis impedita Prain: Sie kommt im nordöstlichen Myanmar, in Zayü im südöstlichen Tibet und in den chinesischen Provinzen südwestliches Sichuan (Daocheng, Muli, Qagchêng) sowie nordwestliches Yunnan vor.[2]
- Gelbhaariger Scheinmohn (Meconopsis integrifolia (Maxim.) Franch.): Die etwa zwei Unterarten kommen im nördlichen Myanmar, westlichen sowie südlichen Tibet und in den chinesischen Provinzen südwestliches Gansu, westliches sowie südliches Qinghai, westliches Sichuan, nordöstliches sowie nordwestliches Yunnan vor.[2]
- Meconopsis lancifolia (Franch.) Franch. ex Prain: Sie kommt im nordöstlichen Myanmar, im südöstlichen Tibet und in den chinesischen Provinzen südwestliches Gansu, nordwestliches bis westliches Sichuan sowie nordwestliches Yunnan vor.[2]
- Meconopsis lyrata (H.A.Cummins & Prain) Fedde ex Prain: Sie kommt Bhutan, Sikkim, Nepal, südlichen Tibet (Gyirong, Yadong) und im nordwestlichen Yunnan (Dêqên, Gongshan) vor.[2]
- Meconopsis manasluensis P.A.Egan: Sie wurde 2011 erstbeschrieben. Dieser Endemit gedeiht auf kräuterreichen alpinen Matten und zwischen Sträuchern in Höhenlagen von etwa 400 Metern nur in Nepal.[5]
- Meconopsis muscicola T.Yoshida, H.Sun & Boufford: Sie wurde 2012 erstbeschrieben. Sie gedeiht in Höhenlagen von 3300 bis 4000 Metern im südwestlichen Sichuan sowie nordwestlichen Yunnan.[2]
- Meconopsis napaulensis DC.: Dieser Endemit gedeiht auf Wiesen und entlang von Fließgewässern in Höhenlagen von 3200 bis 4500 Metern nur in Langtang-Region des nepalesischen Rasuwa Distrikt.[5]
- Meconopsis neglecta G.Taylor: Sie ist nur vom Typusstandort im westlichen Pakistan bekannt.
- Meconopsis oliveriana Franch. & Prain ex Prain: Sie gedeiht in Höhenlagen von 1500 bis 2400 Metern in den chinesischen Provinzen Chongqing, Henan, westliches Hubei (Badong, Shennongjia), südliches Shaanxi und vielleicht südliches Sichuan.[2]
- Rispen-Scheinmohn[7] (Meconopsis paniculata (D.Don) Prain, Syn.: Meconopsis paniculata var. elata Prain): Er kommt im östlichen Himalaja und Tibetanischen Hochland von Nepal bis zum südöstlichen Tibet in Höhenlagen von 2700 bis 5000 Metern vor.[5][2]
- Meconopsis pinnatifolia C.Y.Wu & H.Chuang ex L.H.Zhou: Sie gedeiht in Höhenlagen von 3600 bis 4900 Metern in Nepal und im Tibetanischen Hochland.[5][2]
- Meconopsis prattii (Prain) Prain: Sie kommt im nördlichen Myanmar, südöstlichen Tibet und in den chinesischen Provinzen südwestliches bis westliches Sichuan sowie nordwestliches Yunnan vor.[2]
- Meconopsis primulina Prain: Sie kommt im westlichen Bhutan und südlichen-zentralen Tibet vor.[2]
- Meconopsis pseudohorridula C.Y.Wu & H.Chuang: Dieser Endemit gedeiht in Bergregionen in Höhenlagen von etwa 4700 Metern nur in Nyingchi im südöstlichen Tibet.[2]
- Meconopsis pseudointegrifolia Prain: Die etwa drei Unterarten kommen im nordöstlichen Myanmar, im südlichen bis südöstlichen Tibet in den chinesischen Provinzen südliches Gansu, südwestliches Sichuan sowie nordwestliches Yunnan vor.[2]
- Meconopsis pseudovenusta G.Taylor: Sie gedeiht in Höhenlagen von 3400 bis 4200 Metern im südöstlichen Tibet (nur Bomi) und in den chinesischen Provinzen südwestliches Sichuan sowie nordwestliches Yunnan (Weixi, Zhongdian).[2]
- Meconopsis pulchella T.Yoshida, H.Sun & D.E.Boufford: Sie wurde 2010 erstbeschrieben. Sie wurde bisher nur in Höhenlagen von 4100 bis 4300 Metern in Mianning in Sichuan gefunden.[2]
- Roter Scheinmohn (Meconopsis punicea Maxim.)[7]: Er gedeiht in Höhenlagen von 2800 bis 4300 Metern im nordöstlichen Tibet und in den chinesischen Provinzen südwestliches Gansu, südöstliches Qinghai sowie nordwestliches Sichuan.[2]
- Teppich-Scheinmohn oder Fünfnerviger Scheinmohn (Meconopsis quintuplinervia Regel): Die zwei Varietäten gedeihen in Höhenlagen von 2300 bis 4600 Metern im nordöstlichen Tibet und in den chinesischen Provinzen südliches bis südwestliches Gansu, westliches Hubei, nordöstliches Qinghai, Shaanxi sowie nordwestliches Sichuan.[2]
- Meconopsis racemosa Maxim.: Die zwei Varietäten gedeihen in Höhenlagen von 3000 bis 4600, selten bis zu 4900 Metern in Tibet und in den chinesischen Provinzen südliches Gansu, östliches sowie südliches Qinghai, nordwestliches bis westliches Sichuan sowie nordwestliches Yunnan.[2]
- Pracht-Scheinmohn (Meconopsis regia G.Taylor): Dieser Endemit gedeiht auf alpinen Matten und in niedrigen Sträuchern in Höhenlagen von 3000 bis 4300 Metern nur in Nepal.[5]
- Meconopsis robusta Hook. f. & Thomson: Sie kommt in Nepal und im westlichen Himalaja vor.[5]
- Meconopsis rudis (Prain) Prain: Sie gedeiht in Höhenlagen von 3400 bis 4800 Metern in den chinesischen Provinzen südwestliches bis westliches Sichuan sowie nordwestliches Yunnan.[2]
- Schotter-Scheinmohn oder Ganzblättriger Scheinmohn (Meconopsis simplicifolia (D.Don) Walp.): Er gedeiht in Höhenlagen von 3300 bis 5800 Metern im zentralen Nepal, Sikkim, Bhutan südöstlichen sowie südlich-zentralen Tibet vor.[5][2]
- Meconopsis sinuata Prain: Sie kommt im Himalaja von Nepal bis Bhutan in Höhenlagen von 2400 bis 3500 Meter vor.
- Meconopsis sinomaculata Grey-Wilson: Sie gedeiht in Höhenlagen von 3300 bis 3900 Metern in den chinesischen Provinzen südöstliches Qinghai sowie nordwestliches Sichuan.[2]
- Meconopsis smithiana (Hand.-Mazz.) G.Taylor ex Hand.-Mazz.: Sie kommt im nordöstlichen Myanmar und in Gongshan im nordwestlichen Yunnan vor.[2]
- Meconopsis speciosa Prain: Sie gedeiht in Höhenlagen von 3700 bis 4400 Metern im südöstlichen Tibet (nur in Mêdog) und im westlichen Sichuan (nur Kangding) sowie nordwestlichen Yunnan (Dêqên, Gongshan, Weixi).[2]
- Silber-Scheinmohn (Meconopsis superba King ex Prain)[7]: Er kommt im westlichen Bhutan und südlichen-zentralen Tibet vor.[2]
- Meconopsis taylorii L.H.J.Williams: Dieser Endemit gedeiht auf offenen Wiesen in Höhenlagen von 3600 bis 4600 Metern nur in Nepal.[5]
- Meconopsis tibetica Grey-Wilson: Dieser Endemit gedeiht in Höhenlagen von 4200 bis 4700 Metern nur im Gebiet von Kangshung auf der Ostseite des Qomolangma Feng im südlichen Tibet.[2]
- Meconopsis torquata Prain: Dieser Endemit gedeiht in Höhenlagen von 3400 bis 4700 Metern nur im südlichen-zentralen Tibet.[2]
- Meconopsis venusta Prain: Dieser Endemit gedeiht in Höhenlagen von 3300 bis 4700 Metern nur im  nordwestlichen Yunnan.[2]
- Zottiger Scheinmohn oder Haariger Scheinmohn (Meconopsis villosa (Hook. f.) G.Taylor)[7]: Er kommt im östlichen Himalaja vom östlichen Nepal bis Bhutan in Höhenlagen von 1500 bis 3200 Metern vor.
- Meconopsis violacea Kingdon-Ward: Sie kommt in Tibet und Myanmar vor.[2]
- Meconopsis wallichii Hook. (Syn.: Meconopsis wallichii var. fuscopurpurea Hook. f.): Sie gedeiht in Höhenlagen von 3100 bis 4300 Metern in Nepal und östlichen Himalaja.[5]
- Meconopsis wilsonii Grey-Wilson: Die etwa zwei Unterarten kommen im nördlichen Myanmar und im westlichen Sichuan, nordwestlichen bis westlichen Yunnan vor.[2]
- Meconopsis wumungensis K.M.Feng & H.Chuang: Dieser Endemit gedeiht in Höhenlagen von 3600 bis 3800 Metern nur in Luquan im zentralen Yunnan.[2]
- Meconopsis yaoshanensis T.Yoshida, H.Sun & Boufford: Sie wurde 2012 erstbeschrieben. Sie wurde bisher nur in Höhenlagen von bis 3650 bis 3800 Metern in Qiaojia Xian sowie Yao Shan im nordöstlichen Yunnan gefunden.[2]
- Meconopsis zangnanensis L.H.Zhou: Dieser Endemit gedeiht auf alpinen Matten in Höhenlagen von 4300 bis 4600 Metern nur in Cona im südöstlichen Tibet.[2]

## Nutzung
Einige Sorten werden als Zierpflanzen in Parks und Gärten verwendet. Die Samen von Meconopsis grandis werden geröstet oder eingelegt gegessen. Aus den Samen von Meconopsis napaulensis wird ein Öl gewonnen. Die medizinischen Wirkungen von Meconopsis aculeata und Meconopsis napaulensis wurden untersucht.
Der Große Scheinmohn (Meconopsis grandis) ist die „nationale Blume“ Bhutans.

## Weiterführende Literatur
- Fritz Köhlein: Mohn und Scheinmohn. Papaver, Meconopsis und andere Papaveraceae. Ulmer Verlag Stuttgart 2003, ISBN 3-8001-3921-9.
- Christopher Grey-Wilson: Genus Meconopsis, The: Blue poppies and their relatives., Royal Botanic Gardens, Kew – Botanical Magazine Monograph, 14. Oktober 2014, ISBN 978-1-842463-69-7.
- Wei Xiao, Beryl Simpson: A New Infrageneric Classification of Meconopsis (Papaveraceae) Based on a Well-Supported Molecular Phylogeny. In: Systematic Botany, Volume 42, Issue 2, 2017, S. 226–233. doi:10.1600/036364417x695466

- Karte mit allen verlinkten Seiten:
- OSM |
- WikiMap